# Simion Irimie
Simion Irimie (n. 1864, Valea Neagră – d. 1951) a fost delegat din partea cercului electoral Aletea-Sântana, comitatul Arad la Marea Adunare Națională de la Alba Iulia, organismul legislativ reprezentativ al „tuturor românilor din Transilvania, Banat și Țara Ungurească”, cel care a adoptat hotărârea privind Unirea Transilvaniei cu România, la 1 decembrie 1918.

## Biografie
A absolvit școala elementară. A decedat în anul 1951.

## Activitate politică
A făcut parte din Garda Națională Română din Grăniceri. A fost ales delegat din partea cercului Aletea-Sântana, comitatul Arad, (azi județul Arad) la Marea Adunare Națională de la Alba Iulia din 1 decembrie 1918.